# Enicospilus flavocephalus
Enicospilus flavocephalus är en stekelart som först beskrevs av Kirby 1900.  Enicospilus flavocephalus ingår i släktet Enicospilus och familjen brokparasitsteklar. Inga underarter finns listade i Catalogue of Life.